# Turquesa (cor)
O turquesa, azul-turquesa ou azul-tofani é uma cor terciária, esverdeada. Tem esse nome em função do mineral homônimo, por sua vez, derivado da palavra francesa turquoise, que significa "oriundo da Turquia".
Na medicina holística, essa cor tem efeitos calmantes nos pacientes, especialmente no caso em que se torna necessário curar ataques de pânico. 
Esta frase também se refere de nome genérico às águas do Mar do Caribe, que têm essa tonalidade.